# Фейен, Йоп
Петер Йозеф (Йоп) Фейен (нидерл. Peter Jozef "Joop" Fijen; 26 марта 1905, Амстердам — 6 марта 1959, Ньивстадт), также известный как Пит Фейен (нидерл. Piet Fijen) — нидерландский футболист, игравший на позиции полузащитника.
Начинал карьеру в клубе ПВК из Утрехта, затем выступал за команды «Вилхелмина», «Аякс» и «Стормвогелс». На протяжении карьеры вызывался в различные сборные, включая сборную Римско-католического футбольного союза Нидерландов, региональные и городские команды, а также вторую сборную Нидерландов.

## Спортивная карьера
Йоп Фейен начинал футбольную карьеру в католическом спортивном клубе ПВК из Утрехта, который выступал в чемпионате Римско-католического футбольного союза Нидерландов. В составе клуба дебютировал в 1921 году в возрасте шестнадцати лет — играл на позиции полузащитника. Его старший брат Вилхелмюс Каролюс тоже был футболистом, он играл за амстердамский клуб РКАВ и сборную Утрехта. В июле 1925 года Йоп вызывался в сборную Римско-католического союза на товарищеский матч с командой «’т Гой». Позже братья Фейен играли вместе за основной состав ПВК. В марте 1927 года Йоп получил вызов в каталитическую сборную запада, а в начале мая сыграл за римско-каталитическую сборную против католической сборной Германии. Вскоре после этого матча было объявлено, что Фейен по состоянию здоровья покинет команду, однако позже он неоднократно вызывался в эту сборную. В составе клуба ПВК он выступал на протяжении восьми лет.
В августе 1929 года вместе с одноклубником Гебурсом перешёл в клуб «Вилхелмина» из города Хертогенбос. Первый гол в чемпионате Нидерландов забил 22 сентября в ворота клуба «Виллем II» — на выезде в Тилбурге его команды сыграла вничью 2:2. Издание «'s-Hertogenbossche Courant» отмечало, что Фейен и Гебурс активно проявили себя во время матча. В следующем туре «Вилхелмина» уступила на выезде команде НАК со счётом 2:0 — Фейен вёл большинство атак своей команды, но защита хозяев поля с ними справлялась. В октябре он был переведён с позиции нападающего в среднюю линию, газетные издания в последующих матчах отмечали хорошую игру Йопа в полузащите. 15 декабря по итогам домашней встречи с командой НОАД признавался лучшим игроком на поле. По итогам сезона 1929/30 его клуб занял предпоследнее девятое место в южной группе чемпионата. В мае 1930 года Йоп был вызван в сборную юга.
В сентябре 1930 года Фейен перешёл в амстердамский «Аякс». В составе клуба дебютировал 21 декабря в матче чемпионата Нидерландов против ДФК, сыграв на позиции опорного полузащитника — встреча завершилась победой «красно-белых» со счётом 4:1. Через четыре дня он принял участие в товарищеском матче с ПСВ, вновь заменив в стартовом составе Вима Андерисена. В марте 1931 года сыграл за вторую сборную Нидерландов против главной сборной страны, а затем за сборную Амстердама. Во второй половине сезона Йоп сыграл в чемпионате ещё шесть матчей за «Аякс», включая две игры в чемпионском турнире, определявшем чемпиона страны. За два тура до окончания чемпионского турнира было объявлено, что Фейен больше не является членом «Аякса». Амстердамцы заняли первое место в своей группе, а по итогам чемпионского турнира завоевали свой третий в истории титул чемпиона Нидерландов.
В июне 1932 года появилась информация, что Фейен может вернуться в «Вилхелмину». В августе он сыграл за «Харлем» на предсезоном турнире Кубок АРОЛ, однако уже в конце сентября было объявлено о переходе футболиста в «Стормвогелс» из города Эймёйден. Его запрос на переход в «Харлем» был отозван. Первую игру в чемпионате за новую команду провёл 23 октября против клуба «Вест Фризия». В дебютном сезоне занял с командой первое место во второй восточной группе чемпионата, а в турнире чемпионов «Стормвогелс» финишировал на третьей позиции. Всего в составе клуба Йоп выступал на протяжении пяти сезонов.

## Личная жизнь
Йоп родился в марте 1905 года в Амстердаме. Отец — Теодор Госвейн Фейен, был родом из Гелена, мать — Вилхелмина Каролина Хамел, родилась в Амстердаме. Родители поженились в июле 1886 года в Амстердаме — на момент женитьбы отец был штукатуром. В их семье воспитывалось ещё семеро детей: одна дочь и шестеро сыновей.
Работал доктором. Был женат на Марии Йоханне (Мартье) Схаутен, уроженке деревни Юрсем (является частью Коггенланда). В этом браке у них родилось четверо детей.
Умер 6 марта 1959 года в возрасте 53 лет от рака желудка в городе Ньивстадт. Похоронен на местном кладбище в Ньивстадте. Его супруга умерла в ноябре 2011 года в возрасте 96 лет.

## Достижения
«Аякс»
- Чемпион Нидерландов: 1930/31